# Мамедов, Эльшан Адиль оглы
Эльша́н Адиль оглы Маме́дов (азерб. Elşən Aqil oğlu Məmmədov; род. 4 мая 1980, Баку) — азербайджанский футболист. Амплуа — нападающий. Выступал за национальную сборную Азербайджана.

## Клубная карьера
Выступал также за клубы «Хазар-Университети», переименованную затем в «Интер» (Баку), «МКТ-Араз» (Имишли), «Стандард» (Баку) и «Карабах» (Агдам).
Сезон 2007/08 начинал в составе клуба МКТ-Араз (Имишли). Выступал за клуб в обеих играх на Кубок УЕФА против польского «Гроцлина», по итогам которых имишлийская команда выбыла из турнира. После этой неудачи президент клуба расформировал команду, а Мамедов перешёл в бакинский «Стандард».
С 2008 по 2010 защищал цвета команды азербайджанской премьер-лиги — «Симург» (Закаталы)..
В сезоне 2010/11 играл за Мугань. В 2011—2013 выступал за АЗАЛ.

## Сборная Азербайджана
В составе национальной сборной Азербайджана дебютировал в 2006 году. Провел 3 матча в том же году, более к играм не привлекался.

## Достижения
- Бронзовый призёр Премьер-лиги Азербайджана: 2008/09 (в составе клуба «Симург»).